# Temporada 1995-96 de los New Jersey Nets
La temporada 1995-96 fue la vigésima de los New Jersey Nets en la NBA, tras la fusión de la liga con la ABA, donde había jugado nueve temporadas, y la decimoctava en su ubicación en Nueva Jersey. La temporada regular acabó con 30 victorias y 52 derrotas, ocupando el duodécimo puesto de la conferencia Este, no logrando clasificarse para los playoffs.

## Elecciones en elDraft
| Ronda | Puesto | Jugador     | Posición | Nacionalidad   | Universidad |
| ----- | ------ | ----------- | -------- | -------------- | ----------- |
| 1     | 9      | Ed O'Bannon | PF       | Estados Unidos | UCLA        |

## Temporada regular
| División Atlántico | División Atlántico | División Atlántico | División Atlántico | División Atlántico | División Atlántico | División Atlántico | División Atlántico | División Atlántico |
| Equipo             | G                  | P                  | %                  | PD                 | Casa               | Fuera              | Div                |                    |
| ------------------ | ------------------ | ------------------ | ------------------ | ------------------ | ------------------ | ------------------ | ------------------ | ------------------ |
| y-Orlando Magic    | 60                 | 22                 | .732               | –                  | 37–4               | 23–18              | 21–3               |                    |
| x-New York Knicks  | 47                 | 35                 | .573               | 13                 | 26–15              | 21–20              | 16–8               |                    |
| x-Miami Heat       | 42                 | 40                 | .512               | 18                 | 26–15              | 16–25              | 13–12              |                    |
| Washington Bullets | 39                 | 43                 | .476               | 21                 | 25–16              | 14–27              | 10–14              |                    |
| Boston Celtics     | 33                 | 49                 | .402               | 27                 | 18–23              | 15–26              | 12–12              |                    |
| New Jersey Nets    | 30                 | 52                 | .366               | 30                 | 20–21              | 10–31              | 8–17               |                    |
| Philadelphia 76ers | 18                 | 64                 | .220               | 42                 | 11–30              | 7–34               | 5–19               |                    |

## Estadísticas

### Temporada regular
| Rk | Jugador         | Edad | P  | PT | MP   | TC  | TCI  | %TC  | T3  | T3I | %T3  | TL  | TLI | %TL   | RO  | RD  | RT   | AS  | RB  | TAP | BP  | FP  | PTS  |
| -- | --------------- | ---- | -- | -- | ---- | --- | ---- | ---- | --- | --- | ---- | --- | --- | ----- | --- | --- | ---- | --- | --- | --- | --- | --- | ---- |
| 1  | Kendall Gill    | 27   | 11 | 10 | 38.0 | 6.1 | 13.8 | .441 | 0.8 | 2.3 | .360 | 4.5 | 5.4 | .831  | 1.5 | 2.5 | 3.9  | 3.2 | 2.0 | 0.2 | 1.9 | 2.7 | 17.5 |
| 2  | Armen Gilliam   | 31   | 78 | 76 | 36.6 | 7.4 | 15.6 | .474 | 0.0 | 0.0 | .000 | 3.6 | 4.5 | .791  | 3.1 | 6.1 | 9.1  | 1.8 | 0.9 | 0.7 | 2.3 | 2.3 | 18.3 |
| 3  | P.J. Brown      | 26   | 81 | 81 | 36.3 | 4.4 | 9.9  | .444 | 0.0 | 0.2 | .200 | 2.5 | 3.3 | .770  | 2.7 | 4.3 | 6.9  | 2.0 | 1.0 | 1.2 | 1.6 | 3.1 | 11.3 |
| 4  | Kenny Anderson  | 25   | 31 | 28 | 33.6 | 4.6 | 12.3 | .376 | 1.2 | 3.2 | .364 | 4.9 | 6.1 | .803  | 1.2 | 2.1 | 3.3  | 8.0 | 1.7 | 0.3 | 1.9 | 2.4 | 15.3 |
| 5  | Chris Childs    | 28   | 78 | 54 | 30.9 | 4.2 | 10.0 | .416 | 1.2 | 3.3 | .367 | 3.3 | 3.9 | .852  | 0.7 | 2.5 | 3.1  | 7.0 | 1.4 | 0.1 | 2.9 | 3.2 | 12.8 |
| 6  | Shawn Bradley   | 23   | 67 | 57 | 29.8 | 5.1 | 11.6 | .443 | 0.0 | 0.1 | .250 | 2.2 | 3.3 | .679  | 2.8 | 5.1 | 7.9  | 0.8 | 0.6 | 3.7 | 2.2 | 3.6 | 12.5 |
| 7  | Kevin Edwards   | 30   | 34 | 33 | 29.6 | 4.2 | 11.5 | .364 | 1.2 | 3.1 | .404 | 2.0 | 2.5 | .810  | 0.4 | 1.8 | 2.2  | 2.1 | 1.6 | 0.2 | 2.0 | 2.0 | 11.6 |
| 8  | Jayson Williams | 27   | 80 | 6  | 23.2 | 3.5 | 8.3  | .423 | 0.0 | 0.1 | .286 | 2.0 | 3.4 | .592  | 4.3 | 5.8 | 10.0 | 0.6 | 0.4 | 0.7 | 1.3 | 3.0 | 9.0  |
| 9  | Vern Fleming    | 33   | 77 | 3  | 22.7 | 2.9 | 6.8  | .433 | 0.0 | 0.4 | .107 | 1.7 | 2.3 | .751  | 0.6 | 1.6 | 2.2  | 3.3 | 0.5 | 0.1 | 1.6 | 1.5 | 7.7  |
| 10 | Ed O'Bannon     | 23   | 64 | 29 | 19.6 | 2.4 | 6.3  | .390 | 0.2 | 0.9 | .179 | 1.2 | 1.7 | .713  | 1.0 | 1.6 | 2.6  | 1.0 | 0.7 | 0.2 | 1.0 | 1.5 | 6.2  |
| 11 | Khalid Reeves   | 23   | 31 | 7  | 13.4 | 1.3 | 3.5  | .376 | 0.5 | 1.8 | .309 | 0.6 | 1.0 | .581  | 0.2 | 1.0 | 1.3  | 1.5 | 0.7 | 0.1 | 1.1 | 2.2 | 3.8  |
| 12 | Greg Graham     | 25   | 45 | 2  | 10.8 | 1.4 | 3.6  | .379 | 0.6 | 1.5 | .368 | 0.8 | 1.1 | .725  | 0.3 | 0.7 | 0.9  | 0.9 | 0.4 | 0.0 | 0.6 | 1.1 | 4.1  |
| 13 | Yinka Dare      | 23   | 58 | 23 | 10.8 | 1.1 | 2.5  | .438 | 0.0 | 0.0 |      | 0.7 | 1.1 | .613  | 1.0 | 2.2 | 3.1  | 0.0 | 0.1 | 0.7 | 1.2 | 2.0 | 2.8  |
| 14 | Rick Mahorn     | 37   | 50 | 0  | 9.0  | 0.9 | 2.4  | .352 | 0.0 | 0.0 | .000 | 0.7 | 0.9 | .723  | 0.6 | 1.6 | 2.2  | 0.3 | 0.3 | 0.3 | 0.6 | 1.4 | 2.4  |
| 15 | Rex Walters     | 25   | 11 | 0  | 7.9  | 1.1 | 3.0  | .364 | 0.3 | 1.1 | .250 | 0.5 | 0.5 | 1.000 | 0.2 | 0.5 | 0.6  | 1.0 | 0.3 | 0.0 | 0.6 | 0.4 | 3.0  |
| 16 | Tim Perry       | 30   | 22 | 1  | 7.6  | 1.0 | 2.1  | .489 | 0.1 | 0.3 | .429 | 0.1 | 0.3 | .500  | 0.7 | 0.9 | 1.6  | 0.3 | 0.1 | 0.5 | 0.3 | 0.5 | 2.4  |
| 17 | Robert Werdann  | 25   | 13 | 0  | 7.2  | 1.2 | 2.5  | .500 | 0.0 | 0.0 |      | 0.5 | 1.0 | .538  | 0.4 | 1.4 | 1.8  | 0.2 | 0.4 | 0.2 | 0.5 | 1.3 | 3.0  |
| 18 | Gerald Glass    | 28   | 10 | 0  | 5.6  | 1.0 | 2.8  | .357 | 0.1 | 0.5 | .200 | 0.0 | 0.0 |       | 0.5 | 0.1 | 0.6  | 0.4 | 0.2 | 0.1 | 0.0 | 0.5 | 2.1  |